# 多倫多市中心

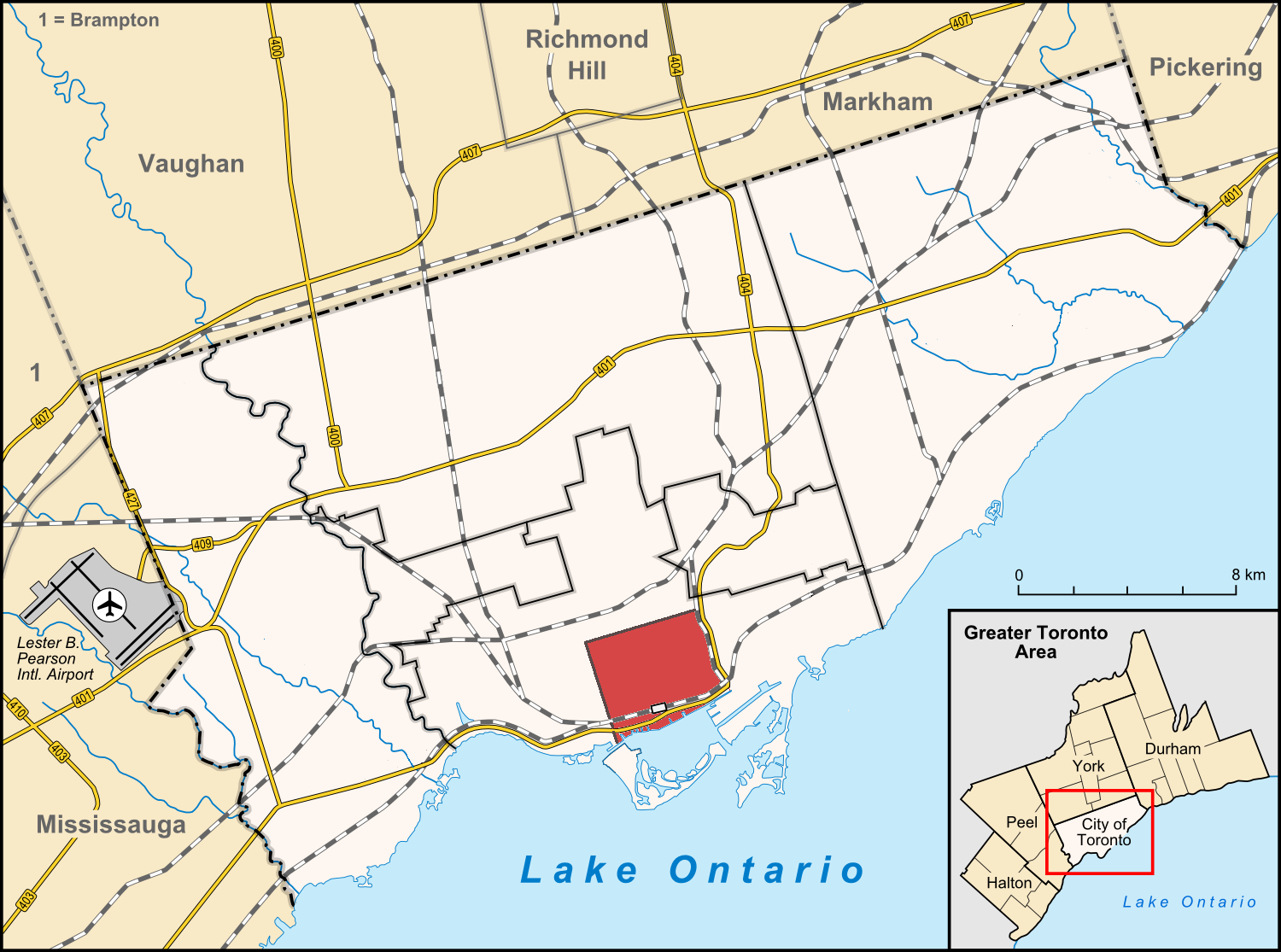
多倫多市中心於多倫多市内的位置

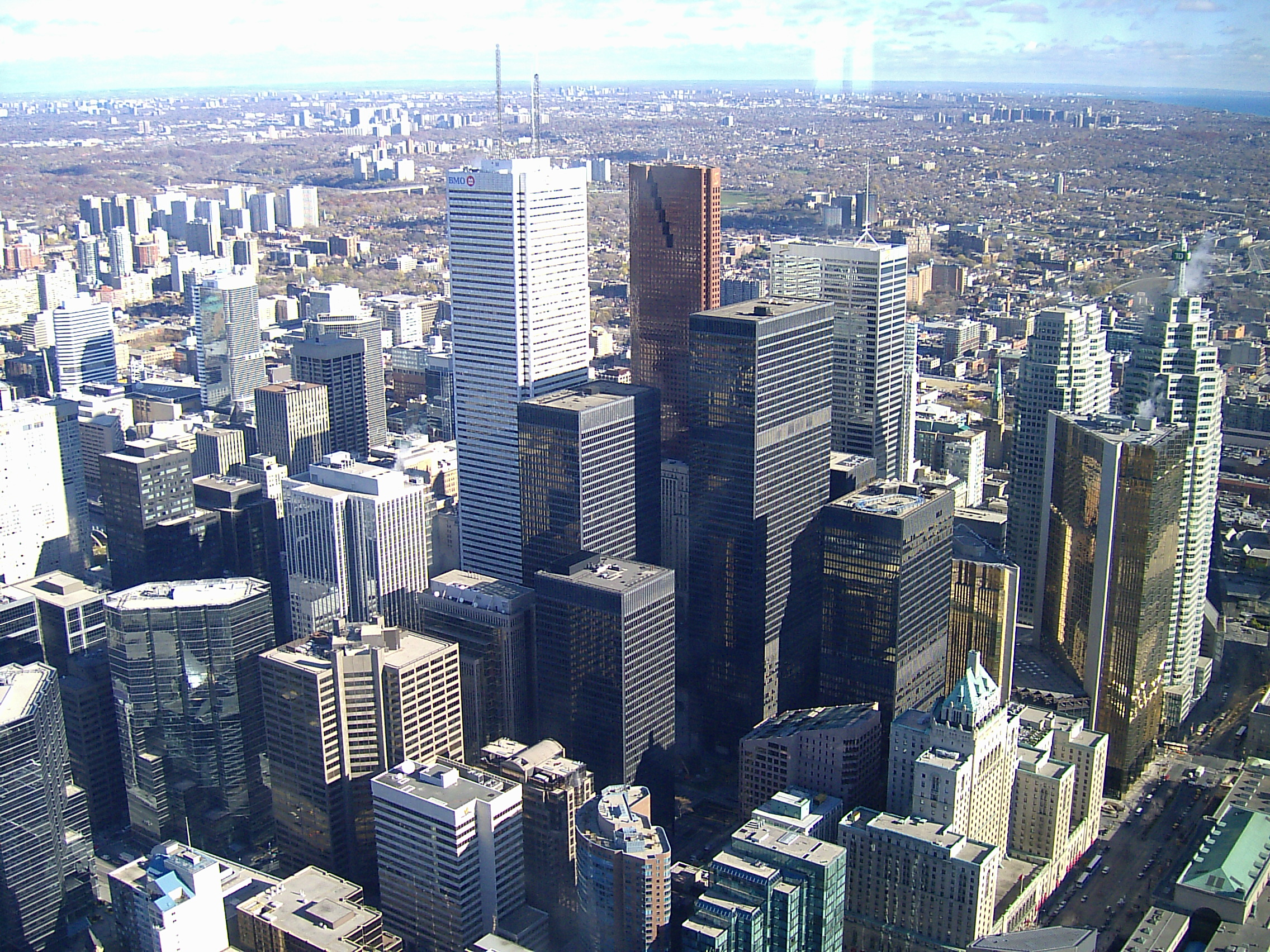
從CN塔觀景台眺望市中心建築群

多倫多市中心（英語：Downtown Toronto）是加拿大安大略省多倫多市的商業中心區。市中心南臨安大略湖、北至布魯亞街（亦包含央街夾布魯亞街以北的部分地段）、東臨當河、西至巴佛士街。多倫多市中心是加拿大的銀行和金融業重鎮，區内佈滿加拿大主要公司的全國總部。此外，據加拿大統計局的2006年人口普查資料所示，多倫多市中心約有16萬9千名常住居民，較2001年上升10%，較1976年更上升30%，是市内人口增長速度最快的社區之一。近年區内有不少多層分契式公寓大廈陸續落成，而區内多個地標（如央-登打士廣場和皇家安大略博物館）亦相繼被翻新和重修。每天約有80萬人在日間時段進出多倫多市中心。
現時市中心東南部的舊城區於1790年代被英國殖民政府劃為約克鎮，並成為上加拿大的首府。約克鎮於1834年改為多倫多市後，首座市政廳亦設於此處。到了19世紀末期，多倫多市逐漸從原約克鎮鎮址往西伸延，而多倫多的金融區亦陸續轉移到央街以西的皇帝街和威靈頓街。該帶於1904年經歷大火災後展開重建工作，市内首批摩天大廈隨之而現，而多座於二戰後新建的大廈中亦於全國最高建築中榜上有名。
市中心可再細分為不同的社區，如中區華埠、娛樂區和聖羅倫斯區等。

## 交通
多倫多公車局於市中心提供數種公共交通服務，包括兩條地鐵綫（央街-大學線和布魯亞－丹佛線）以及路面電車。此外，GO運輸公司亦提供通勤鐵路服務連接市中心聯合車站和近郊城鎮。
區内有兩條高速公路，分別為東西向的嘉甸拿高速公路和南北向的當河谷園林公路，兩者皆由多倫多市的運輸部門管理。

## 外部連結
- City of Toronto: Living Downtown（页面存档备份，存于）
- City of Toronto: Toronto Downtown Heritage

43°39′9.01″N 79°23′0.81″W / 43.6525028°N 79.3835583°W